# 小行星5582
小行星5582是一颗围绕太阳公转的小行星。1989年2月13日，亨利·德波鸿诺在拉西拉天文台发现了此天体。
这颗小行星的绝对星等为61.43011179011713等。